# Tachina testacea
Tachina testacea là một loài ruồi trong họ Tachinidae.